# Dan (Bibel)

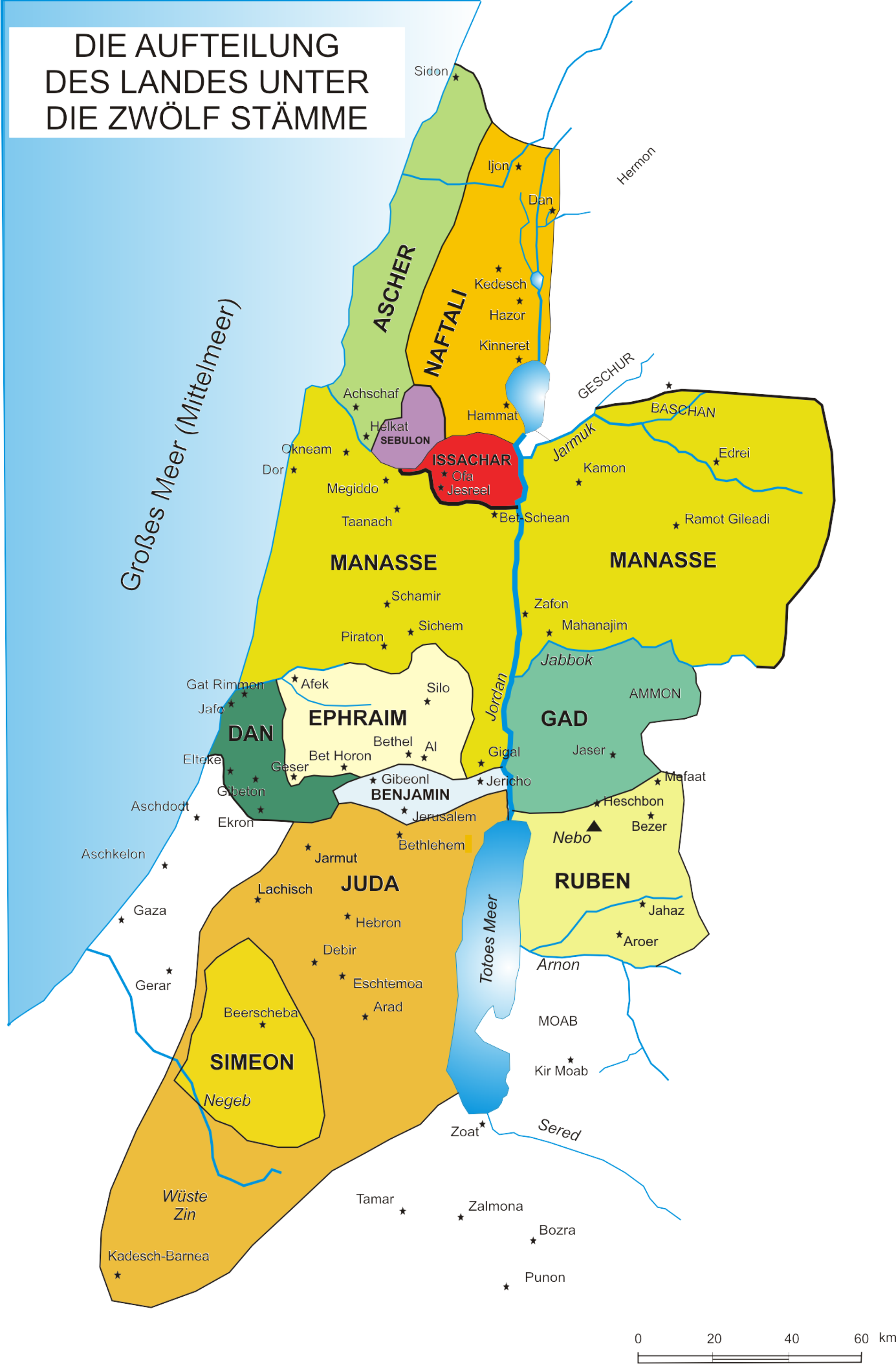
Die 12 Stämme Israels

Dan ist im Alten Testament der fünftälteste Sohn des Stammvaters Jakob und Bilhas, der Dienerin Rahels. Seine Nachkommen werden als Stamm Dan bezeichnet. Die Stadt, in der dieser Stamm wohnte, hieß ebenfalls Dan.

## Etymologie
Der hebräische Personenname דָּן dān, deutsch ‚Dan‘, leitet sich entweder von der Wurzel דין djn „Recht schaffen“, „jemandem zu seinem Recht verhelfen“ oder von der Wurzel *DNN „Feste, Festung“ ab.
In der Bibel werden wiederholt Wortspiele mit Dan und der Wurzel djn verwendet. So erklärt Rahel, nachdem ihre Magd Bilha an ihrer statt den Sohn Dan geboren hat: „Gott hat mir Recht verschafft; er hat auch meine Stimme gehört und mir einen Sohn geschenkt.“ (Gen 30,6 ) Und in den Segenssprüchen Jakobs heißt es: „Dan schafft Recht seinem Volk“ (Gen 49,16 ). Ob dies als Volksetymologie zu verstehen ist oder die Herleitung bekräftigt, lässt sich nicht mit Sicherheit klären.
Eine Übersetzung des Namens als „Richter“ ist nicht anzunehmen, da das hebräische Wort dafür דָּיׇּן dājjān lautet.
Die Septuaginta gibt den Namen als Δαν dan wieder, die Vulgata als Dan.

## Biblische Erzählung
Dan ist der fünftälteste Sohn Jakobs und der älteste Sohn Bilhas (Gen 30,6 ). Er ist der Stammvater des Stammes Dan. Sein einziger in Gen 46,23  genannter Sohn ist Huschim.
In Gen 49  segnet Jakob seine Söhne. Dan wird dabei in Gen 49,16  wie folgt charakterisiert: „Dan schafft Recht seinem Volk wie nur einer von Israels Stämmen. Zur Schlange am Weg wird Dan, zur zischelnden Natter am Pfad. Sie beißt das Pferd in die Fesseln, sein Reiter stürzt rücklings herab.“ In Dtn 33  segnet Mose die Zwölf Stämme Israels, und zwar Dan in Dtn 32,22  wie folgt: „Dan ist ein junger Löwe, der aus dem Baschan hervorspringt.“ Dan wird somit als Richter und Krieger gekennzeichnet.
Manoach, der Vater Simsons, gehört zum Stamm der Daniter (Ri 13,2 ).
Während der Wüstenwanderung lagerte der Stamm Dan gemeinsam mit Asser und Naftali im Norden der Stiftshütte und hatte beim Aufbruch die Führung dieser Abteilung, die das Schlusslicht bildete.
Nach der Landnahme erhielt Dan als letzter der 12 Stämme sein Gebiet, das er nie ganz erobern konnte. Es lag im Westen Israels zwischen Ephraim im Norden, Benjamin im Osten und Juda im Süden. Aufgrund der Bedrängung durch die Philister und Amoriter siedelte der Stamm in den äußersten Norden Israels um, wo er die Stadt Lajisch eroberte und in Dan umbenannte. Die Stadt Dan ist vermutlich identisch mit der Fundstätte Tel Dan (auch als Tell al-Kadi bekannt). Die in biblischen Texten vorkommende Wendung „von Dan bis Beerscheba“ (z. B. Ri 20,1 ) bedeutet aufgrund der nördlichen Lage Dans und der südlichen Lage Beerschebas „ganz Israel“.
Im Jahr 733 bzw. 732 v. Chr. gerieten die Einwohner Dans in assyrische Gefangenschaft.

## Außerbiblisches
- Die äthiopischen Juden betrachten sich als Angehörige des Stammes Dan.
- Die Daniten, ein bluträchender Geheimbund aus der Frühgeschichte der Mormonen, benannten sich ebenfalls nach Dan.
- Die Zentralregion des heutigen Staates Israel im Großraum Tel Aviv wird nach dem historischen Siedlungsgebiet des Stammes Dan Gusch Dan genannt.